# カミーユ＝マリー・スタマティ

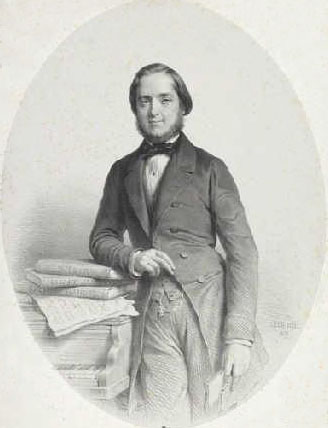
カミーユ＝マリー・スタマティ

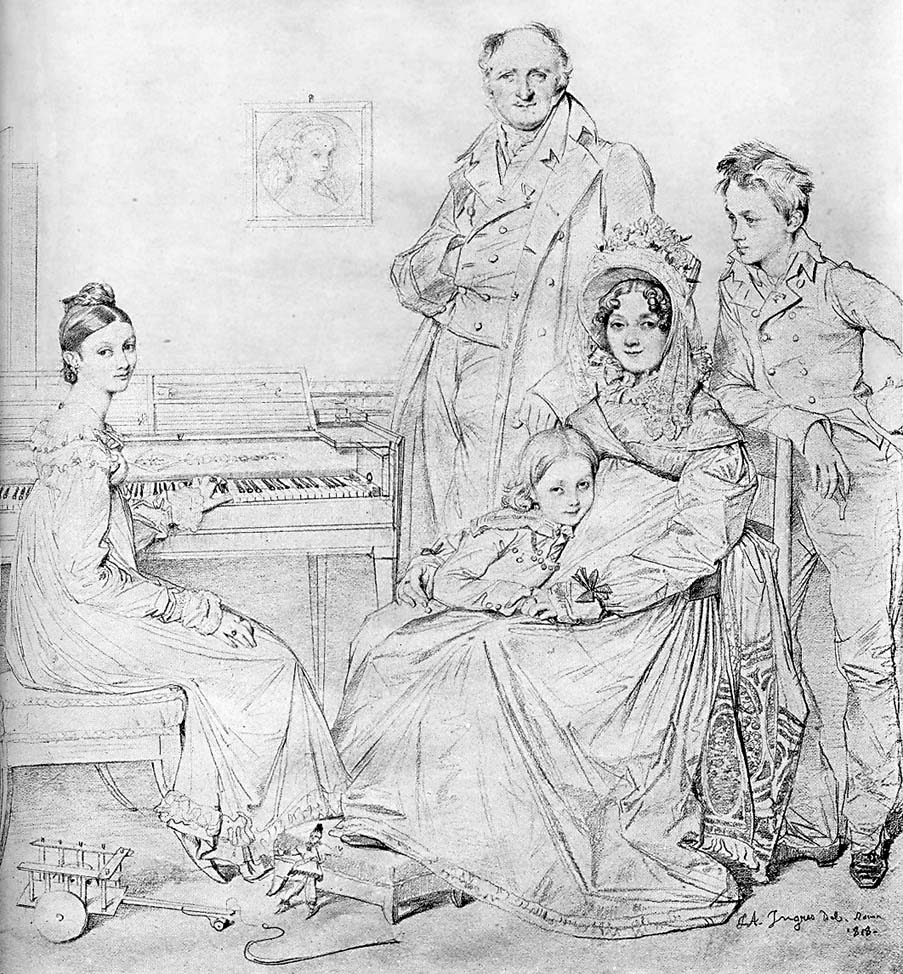
母の膝上のスタマティ少年（当時7歳）が家族とともにいる場面。アングル作 1818年 ローマ

カミーユ・マリー・スタマティ（Camille-Marie Stamaty、1811年3月13日 ローマ - 1870年4月19日 パリ）は、フランス人のピアニスト、ピアノ教師、また主にピアノの曲と練習曲を書いた作曲家。今日ではほぼ忘れ去られているが、彼は19世紀のパリにおいては高名なピアノ教師であった。彼の最も有名な弟子はゴットシャルクとサン＝サーンスである。
スタマティはカルクブレンナーの高弟であり、彼の指導法を受け継いでいた。彼は歯切れよく、明瞭で、透かし細工のようなピアノ奏法を教えており、音の粒の均等性、指の独立、身体と腕の動きを最小にするよう説いた。
スタマティはおびただしい数のピアノ練習曲を作曲した。また、他にもピアノ小品（一般的なワルツ、幻想曲、カドリーユ、変奏曲など、19世紀では重要な作品群）、一曲あるピアノ協奏曲、また室内楽を数曲作曲している。かつては有名であった彼の練習曲に目を向けることは非常に有用であると思われるが、彼の音楽は今日では演奏の機会に恵まれていない。彼の重要な作品（演奏会用練習曲、ピアノ協奏曲）の、できれば歴史的楽器でなされた新録音の登場が待たれる。

## 生涯

### 誕生と家族的背景
カミーユ＝マリー・スタマティは、ローマで、ギリシアから帰化した父（名前はそのためである）とフランス人の母の間に生まれた。彼の父は一時期イタリアのチヴィタヴェッキアという街のフランス領事であった。彼の母はフランス人で、おそらく本人と面識があったであろうアントワーヌ・マルモンテルによると、イタリアオペラのアリアを上手に歌いこなしたという。スタマティの父は1818年に亡くなっており、このため一家はフランスに戻り、はじめはディジョンに、後にパリに住んだ。

### 1825-1836年　音楽の訓練と教育
スタマティは幼い頃からの音楽教育を受けたわけではなかった。マルモンテルによると、彼の音楽の勉強は文学や歴史についで二番目であったという。スタマティは14歳になるまで、自分のピアノを持ってすらいなかった。スタマティは幼少期から音楽に優れた才能を見せていたものの、彼の母は実家からの助言を受け息子が音楽の道に進むのには反対していた。スタマティの家族は、彼を外交官、土木技師もしくは政府の書記官にしたいと考えていた。
スタマティは公務員になりはしたものの、全く音楽を諦めてはいなかった。彼は空いた時間に練習と作曲を続け、彼はパリの上流階級の人びとの家庭で行われる夜会で演奏できるほどの腕前になっていた。これはかなりの成功といえるものだった。というのも、パリはピアニストの街と認められており、スタマティは上流階級のサロンにおいてタールベルク、リスト、ヘラー、エルツ、プリューダンや、さらに知られていない数々のピアノ奏者たちとの激しい競争に晒されていたからである。

### 1832年　カルクブレンナーの高弟
最終的には、カルクブレンナーとの出会いがスタマティの運命を決めることになる。カルクブレンナーは、自分の流儀を受け継ぐことの出来る弟子をしばらくの間探していた。彼はショパンをその候補として考えていたが、ショパンは師であるユゼフ・エルスネルの助言に従いこれを断った。同じことはチャールズ・ハレにも起こっていた。ハレは最初、カルクブレンナーの弟子になりたいと熱望していたが、カルクブレンナーの堅苦しく、古臭い、さらにはひび割れた骨董のような演奏は彼を思いとどまらせ、別の道に進む決心をさせたのだった。
スタマティは色々な意味でカルクブレンナーの理想的な候補者像に合致した。彼は才能豊かで、大志を抱いており、さらに貧乏で公務員の仕事に飽き飽きしていた。その上、彼は口うるさいことで知られるカルクブレンナーに耐えられる人物であった。マルモンテルはするどくこう指摘している。スタマティはショパンレベルの芸術家ではなく、そのため大天才の強烈な個性というものがなく、カルクブレンナーの厳しいやり方に理想的に適していたのだ。そういうわけでカルクブレンナーは、スタマティが自作のカドリーユと変奏曲を演奏するのを聴いて彼に歩み寄り、仕事の提案を行った。彼の弟子に、また彼の代理教師にならないか、というものだ。「代理教師」というのは、後年自ら教えることの少なくなったカルクブレンナーに代わって、弟子を教えるということである。カルクブレンナーは選ばれた弟子に対して、上流の、非常に高額なピアノの授業を行っており、スタマティはそれらの授業の生徒を準備し、基礎講義を全て行った。

### 1832-1836年　ブノワ、レイハ、メンデルスゾーンの下での研鑽[10]
スタマティは教師でありながらも（カルクブレンナーに監督される姿を想像するだろう）、彼は自分自身の音楽理論の勉強も怠らなかった。彼はオルガン演奏をフランソワ・ブノワに、和声学と対位法をレイハに師事した。1836年10月に彼はついにライプツィヒに行き、メンデルスゾーンに教わって自分の修業の仕上げをしようと考えた。メンデルスゾーンは1836年10月29日にヒラーに宛てた手紙で、スタマティに授けたレッスンについてこう記している。
「スタマティはこちらに滞在しており、私は対位法を教えることになった - 私は自分が対位法を熟知していなかったといわざるを得ない。彼は私が謙虚なだけだというんだがね。」
1836年10月26日には、メンデルスゾーンはヒラーに宛ててさらにスタマティのことを書いている。
「スタマティはパリへの帰途にあり、数日内にFrankfortに着くだろう。I maintain that he has got de lAllemagne and du contrepoint double par dessus les Oreilles".
スタマティの名は、メンデルスゾーンの姉妹のレベッカが1836年10月4日にKarl Klingemannに送った手紙の中にも登場する。
「それにカルクブレンナーの一番弟子でパリ音楽院の学生、大衆音楽の巨匠のスタマティさんがここドイツにいらしていて、フェリックスに音楽を習っているのだけど、よりよいことを学ぶまでは演奏しないと言っているわ。」

### 1835-1870年　高名な教師として
35年（1835年 - 1870年）に渡り、スタマティはパリで引っ張りだこの、最も流行りのピアノ教師であった。彼には数え切れなくらいの生徒がおり、大半はサン＝ジェルマンやサン＝トノレ（en）などの伝統的なフォーブール（郊外地区）に住まう裕福な家庭の者たちであった。彼はパリでも最高額の授業料を課していた。マルモンテルによれば、彼は生まれつきの教師肌で、しかも生徒自身はそうでもないのに、その母親たちを信用させるという便利な才覚に恵まれていたという。
付け足すならば、彼（スタマティ）は都合の良い特性を全て組み合わせて、家庭の母親たちに自信を付けさせ、信用させていた。業績、慎み深さと正しく純粋な才能だ。彼は口数は少なかったが多くを成し遂げたのである。
ルイス・モロー・ゴットシャルクを除けば、スタマティの最も有名な弟子はカミーユ・サン＝サーンスである。サン＝サーンスは7歳の時（1842年）にスタマティに習い始め、14歳（1849年）になるまで彼と共に暮らし、それからパリ音楽院に入学した。後年になってこそ、サン＝サーンスはスタマティの教育に対し非常に批判的であり、見下したような態度すら取りすらしたが、サン＝サーンスがスタマティの指導の下、80歳だろうと彼の生きているうちは高い技術水準を維持した、第一級のピアニストになったということもまた事実である。

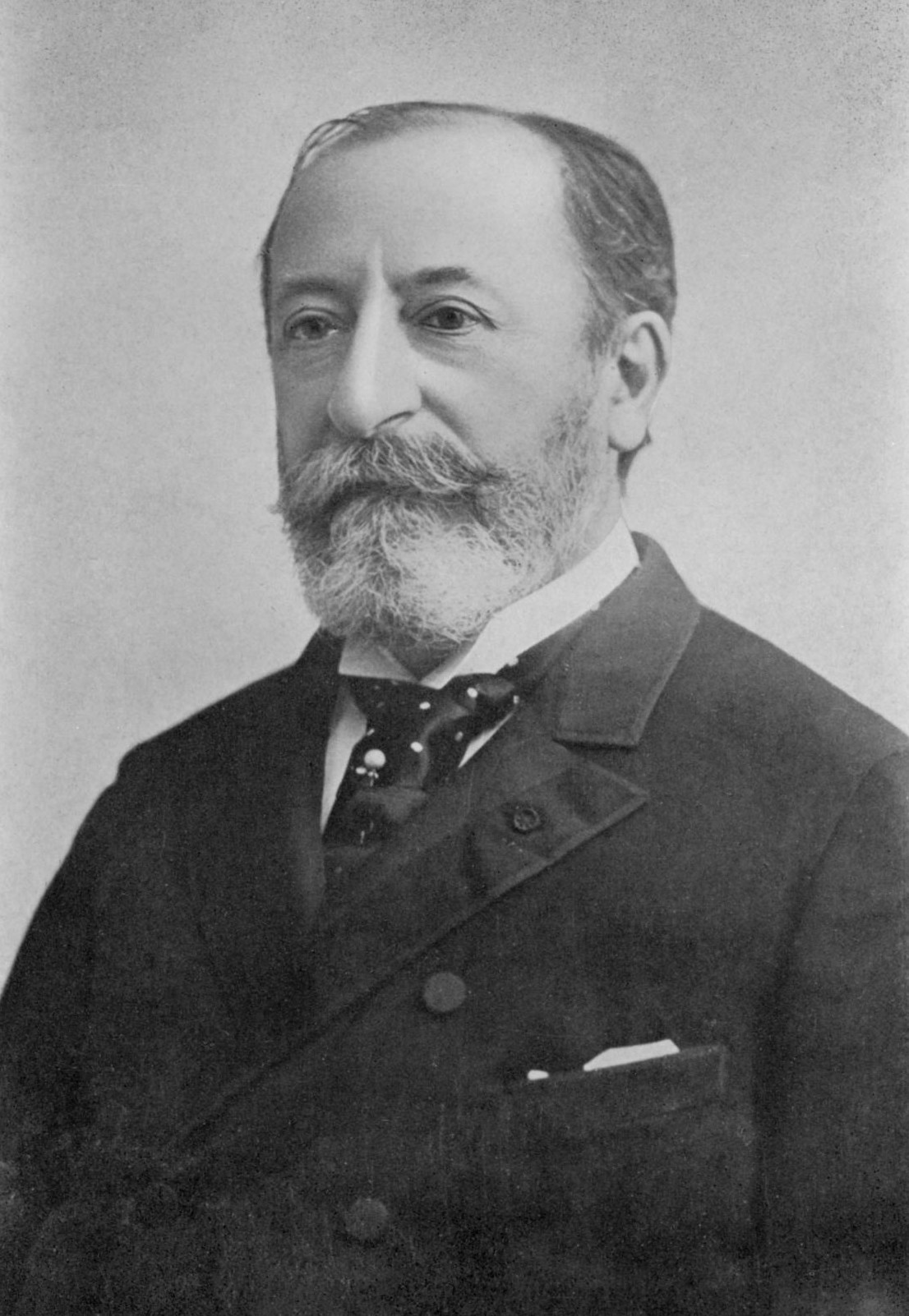
カミーユ・サン＝サーンス
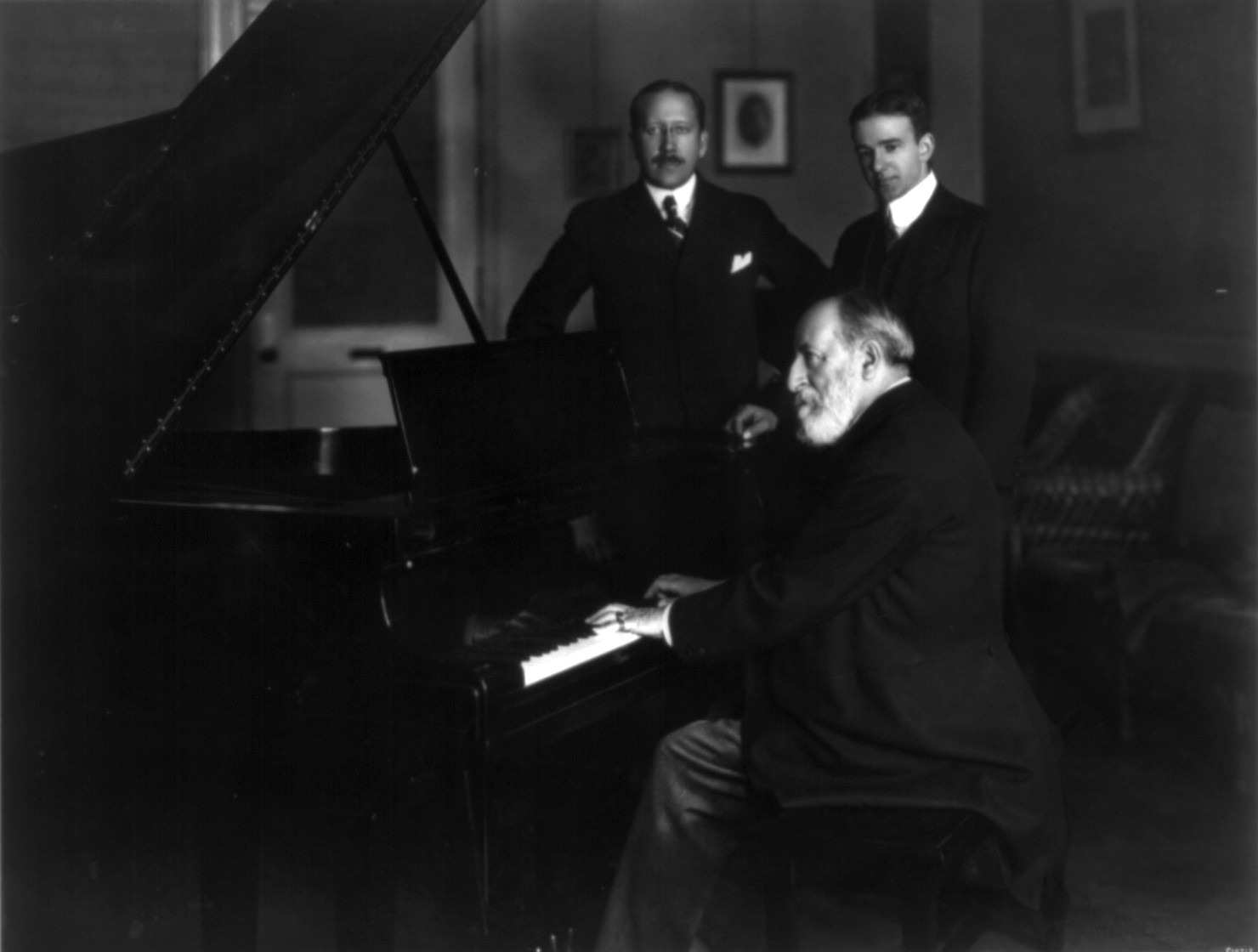
カミーユ・サン＝サーンス 1916年
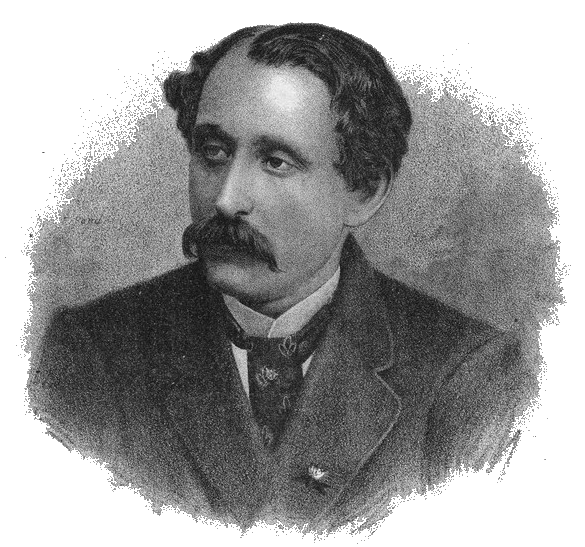
ルイス・モロー・ゴットシャルク

### 1848年　私生活と危機

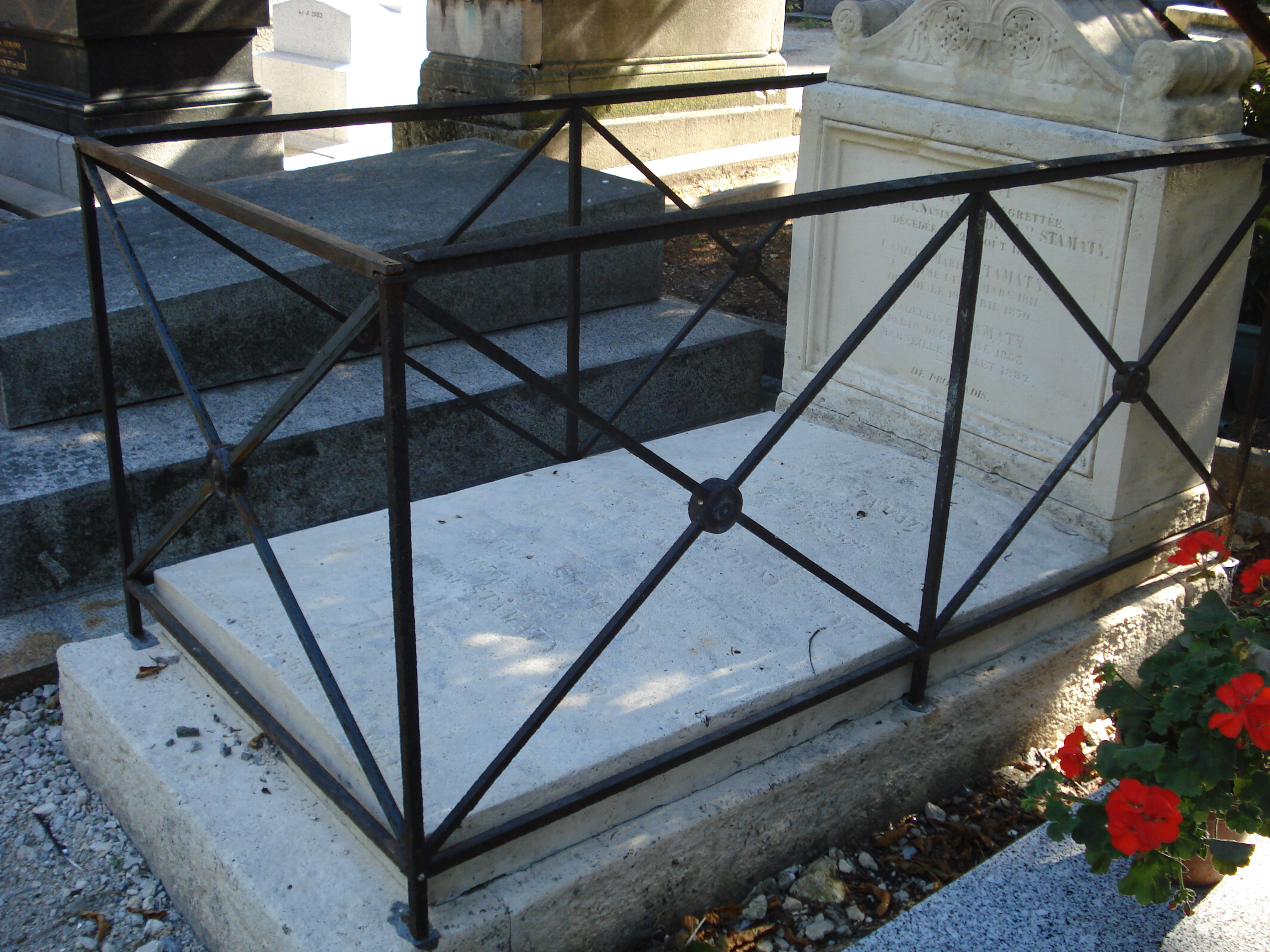
カミーユ＝マリー・スタマティの墓

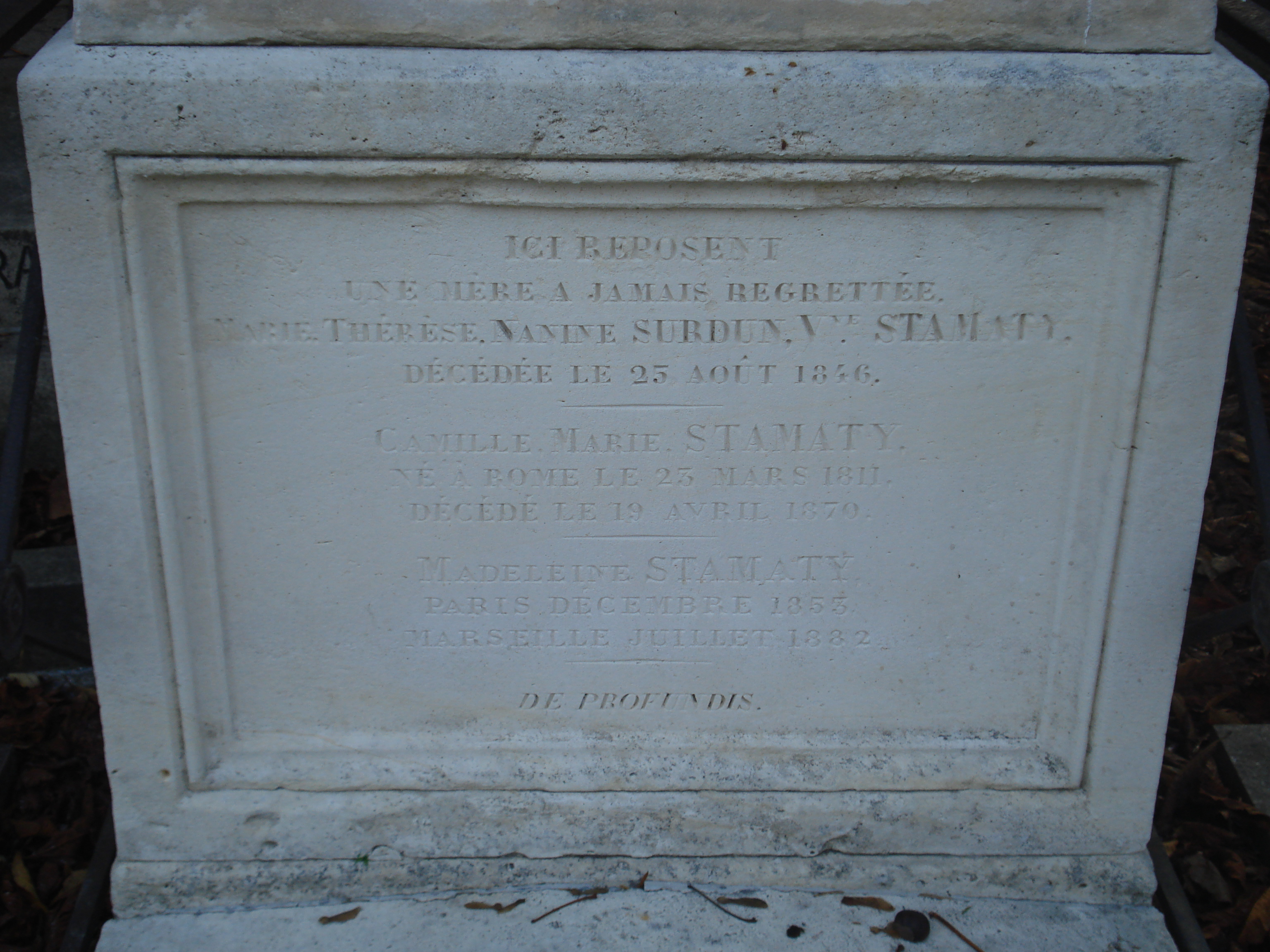
墓に書かれた文

スタマティは19歳の頃より神経衰弱、過労、そして後にリウマチと呼ばれるようになる頻繁で深刻な発作に苦しんでいた。時にはこれらの病が半年も続くとこもあり、そういった場合はスタマティはあらゆる音楽活動を休止せざるを得なかった。1846年に母が他界し、悲しみに暮れたスタマティはパリを後にし、ローマへ丸一年の静養に赴いた 。スタマティは1848年に結婚し、4人の子の父となった。マルモンテルは彼が夫として、また父として極めて献身的であったと指摘している。

## ピアノ技巧
スタマティのピアノ技巧は19世紀初頭の数十年での、ピアノ製造技術に根ざしている。1850年までにフランスで製造されたほとんどのピアノは、アクションが軽くタッチが緩かった。これらのピアノは急速なスケール、動きの多いアルペジオ、速く連続した音を弾くには理想的であった。このため優美かつ輝くような大胆な演奏が、サロンや小さな会場にちょうど適したのである。
スタマティのピアノ技巧はスタインウェイが登場する以前のピアノに深く根ざしており、それらのピアノの面は古い仕組み（木枠のフレーム）で構築されていた。マルモンテルはスタマティに関して、「上品なピアニストではあるが、超絶技巧のヴィルトゥオーゾではない」とはっきりと述べており、彼の演奏には「温かみ、色合い、そして華麗さ」が欠けているとした。スタマティの方法論は全く動くことのない身体と腕で規定される。肘は胴体に引き寄せられ、筋肉の全ての動きは指と前腕のみに限られていた。長い人生のうち、指先の技術から、リスト、アントン・ルビンシテインやゴドフスキに至る超絶技巧の発展を目の当たりにしたサン＝サーンスは、カルクブレンナー - スタマティ派の長所と短所を次のように要約している。
「指の堅牢さだけが、カルクブレンナーの方法から学べることではない。そこには、指だけで鳴らした音の洗練された質感に関する、我々の時代にはあまり見られない貴重な情報源がある。不幸なことに、この一派は連続したレガート奏法を編み出したが、それは間違っており単調なものである。ニュアンスを犠牲にし、なにも変化することなく続くexpressivo（訳注：「表情豊かに」の意）に固執するだけとなる。」

## 作品選集
スタマティの作品は膨大な量の練習曲、短いピアノ小品（ワルツ、幻想曲、カドリーユ、変奏曲）、数曲のソナタ、いくつかの室内楽曲と1曲のピアノ協奏曲である。彼の作品で現在唯一出版されているものは「指のリズムの練習曲」Op.36である。スタマティの練習曲は、実際チェルニーの練習曲とさほど変わらないものである。スタマティの最良の作品とチェルニーの「技巧の練習曲」Op.499のような過酷な練習曲の間には、多くの共通点が認められる。
- ピアノ協奏曲 イ短調 Op. 2
- 自作の主題による変奏曲 Op. 3
- Études pittoresques, Op. 21
- Études progressives, Opp. 37–39
- Chant et Mechanisme, Op. 38
- Études concertantes, Opp. 46, 47
- Les Farfadets
- Rhythme des doigts
- Six Études caractéristiques sur Obéron
- 12 transcriptions: Souvenir du Conservatoire
- ピアノソナタ ヘ短調
- ピアノソナタ ハ短調
- ピアノ三重奏曲